# Famiglia Rostov
La famiglia Rostov, della nobiltà russa, era co-protagonista del celeberrimo romanzo di Lev Tolstoj Guerra e pace, assieme alle famiglie Bezuchov e Bolkonskij; compare per la prima volta nel settimo capitolo della prima parte del primo tomo, nel quale capitolo vengono presentati il conte e la contessa Rostòv durante le visite della principessa Anna Michàjlovna Drubetskàja e delle Kuràgin madre e figlia, in onore dell'onomastico della madre e di una figlia minore, che si chiamano entrambe Natàlja. I ragazzi Rostòv compaiono nel capitolo successivo, quando irrompono nella stanza durante il ricevimento.

## Componenti
Fra i componenti della famiglia troviamo il vecchio conte Ilja e la consorte Natàlja, la primogenita Vera, il figlio maggiore fra i maschi, Nikolaj, la contessina Nataša e il piccolo Petja. Fa parte della famiglia anche Sonja, nipote dei conti Rostov, che abita con loro da quando ha perso i genitori.

### Nataša
Tra questi personaggi uno di quelli di maggiore spicco è Nataša, di animo poetico e puro; nel corso del romanzo ha diverse infatuazioni: nel decimo capitolo della prima parte, dopo aver proposto al suo primo innamorato, Borìs Drubetskòj, di baciare la sua bambola, lo bacia ella stessa; si invaghisce successivamente di Andrej Bolkònskij, altra importante figura nella trama del libro, e i due si vogliono sposare, ma non hanno il consenso dell'aspro padre di lui, il quale propone al figlio di rifletterci bene durante un lungo viaggio che quest'ultimo intraprenderà in Europa anche per motivi di salute. Andrej fa una proposta a Nataša: le dà la sua parola di sposarla al termine del viaggio, ma se lei avrà frattanto trovato un altro innamorato non sarà vincolata dalla promessa fatta a lui. Inizialmente la ragazza accetta di buon grado, ma diviene sempre più nervosa quando il fidanzato tarda ad arrivare e giunge infine a baciare in sua assenza l'affascinante Anatòle Kuràgin e si mette d'accordo con lu per fuggire assieme a lui all'insaputa della sua famiglia; il piano fallisce grazie all'intervento dell'energica zia Marija Dmitrevna. Segue per Nataša un periodo triste e difficile in cui tenta persino il suicidio per avvelenamento, che si conclude con una gravissima malattia e, infine, la sua guarigione. Unico conforto per lei è Pierre Bezùchov, amico di Andrej consigliatole durante la sua assenza in caso di difficoltà; questi è però innamorato di lei e per evitare complicazioni decide di smettere di frequentarla.
Intanto Andrej ha partecipato alla Battaglia di Borodino, in cui è stato gravemente ferito, come molti altri uomini, alcuni dei quali vengono trasportati per pietà dai Rostòv lontano dalla decadente Mosca; fra questi c'è anche Andrej, il quale non viene inizialmente notato, ma che è avvistato da Sònja, la quale comunica il fatto a Nataša. Quest'ultima ha ripreso ad amarlo, ma ormai per Andrej è finita: egli muore fra l'assistenza della sorella Marija e della fidanzata, la quale, superato un difficile periodo di tristezza e solitudine, sposa Pierre, che, dopo qualche esitazione, ha deciso di annunciare il suo amore. Alla fine del romanzo, Nataša ha perso molta della sua antica poeticità: è troppo felicemente impegnata a badare alla casa e ai suoi numerosi figli.

### Nikolaj
Nikolaj è inizialmente innamorato della cugina Sònja, adottata dalla famiglia, che prova per lui lo stesso sentimento; questo amore, che ha dei periodi più forti e più deboli, culmina durante una festa di carnevale in cui, travestiti, sono andati a far visita ad alcuni parenti; tuttavia, dopo aver salvato la ricca principessina Marija Bolkònskàja dai soldati francesi, s'invaghisce di lei ed è contraccambiato; quindi, verso la fine del romanzo la sposa, cosa che rende felici i Rostòv anche perché, rispetto a Sònja, il cui matrimonio con Nikolàj è sfavorito dai genitori, è un partito più facoltoso, giusto quello che serve per risanare le finanze della famiglia.

### Petja
Petja muore verso la fine del libro in una battaglia, giovanissimo (ha insistito per arruolarsi molto presto), dopo Andrej, tra la grandissima disperazione della madre, consolata un po' da Nataša, che ha superato le due morti.

### Vera
Vera, la primogenita, ha un carattere freddo e compassato e non è per questo molto amata dagli altri ragazzi Rostòv, cosa che, comunque, non le dispiace; verso la fine del libro sposa Borìs Berg e va vivere con lui.

### Ilja
Ilja è il padre di famiglia, poco esperto di affari e amante del gioco, nonostante la buona volontà e la nobiltà d’animo, dilapida progressivamente il patrimonio di famiglia.

### Sonja
Sonja è la cugina dei ragazzi Rostòv, adottata dalla famiglia dopo la morte dei genitori; dato che le è stato fatto questo favore e che vive a carico degli zii, è abituata a cedere a tutte le loro richieste e non si offende quando l'ex-fidanzato, Nikolaj, il cui matrimonio con lei è sfavorito dai genitori a causa della povertà di Sònja - cosa che quest'ultima non ritiene particolarmente ingiusta e che accetta senza tante proteste - sposa Marija; è quindi piena di spirito di sacrificio.